# Eckental
Eckental este o comună-târg din districtul Erlangen-Höchstadt, regiunea administrativă Franconia Mijlocie, landul Bavaria, Germania.